# Casa de los Dragones (Valencia)
La Casa de los Dragones se encuentra ubicada en la Calle Sorní número 4 esquina con la calle Jorge Juan número 3, en el centro histórico de Valencia (España). 
Denominada también edificio Cortina II, fue construida en 1901, su autor, José María Manuel Cortina Pérez, es uno de los arquitectos valencianos más comprometidos con el modernismo valenciano de carácter figurativo y fantástico. Es Bien de Relevancia Local con identificador número 46.15.250-220. Su elemento más destacado, la decoración que lo caracteriza, ha contribuido en gran parte a evitar su desaparición.

## Descripción

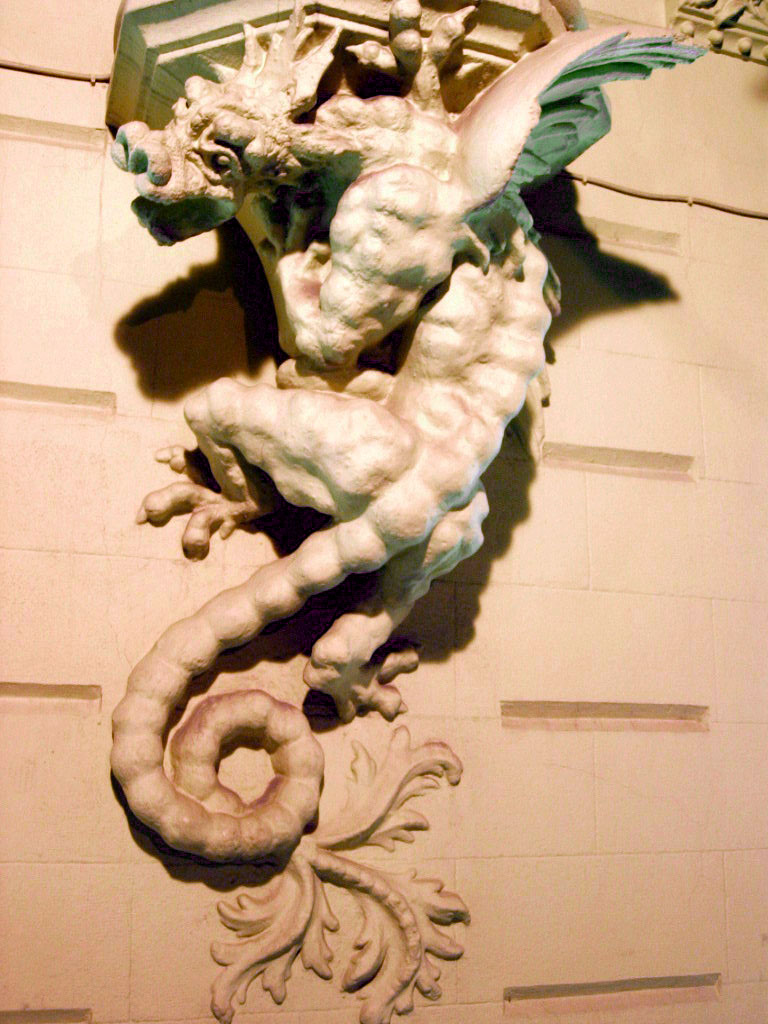
Uno de los dragones del edificio.

Se trata de un edificio de cuatro alturas dedicado a viviendas con bajos comerciales en planta baja. Ésta, en realidad, ocupa baja y entresuelo, lo que termina por conceder cierta esbeltez a la construcción. El chaflán será el elemento más significativo del proyecto, siendo el portador de una mayor carga decorativa.
La parcela posee una simetría en planta regida por la bisectriz de la esquina que ocupa. Dado lo agudo del ángulo de esquina, y la longitud de las fachadas, la edificación no permite la presencia de patios interiores, configurando una parcela totalmente construida y compacta.
La fachada sigue en su composición los cánones del clasicismo, dejando para la decoración una adscripción netamente modernista. Los dos tramos de fachada laterales siguen una simetría central en su desarrollo, con una parte central de tres huecos y un extremo de un hueco. Conviene resaltar el detalle de refuerzo que realiza en la medianera, donde el cuerpo extremo de remate es doblado en longitud y alberga dos huecos. Este gesto confiere rotundidad al conjunto del proyecto, ensalzando de nuevo el chaflán como charnela imprescindible de la composición. El chaflán lo componen dos, a cuyo vano central se dirige toda la atención, mostrando diversas formas según el piso en el que se sitúa.
La profusión en la decoración es el elemento más significativo. En este campo la obra se erige en el ejemplo más decidido en la inclusión de elementos y animales fantásticos. En diversos puntos de la fachada figuran lagartos como apoyo de ménsulas o en la coronación del motivo central del chaflán, que le otorgan el apodo de "dragones" al conjunto de la construcción. Además de combinar soluciones medievalistas con figuraciones fantásticas introduce, motu proprio, otros elementos más díscolos, relativos al progreso y la mecánica, como es la locomotora que se sitúa, también, en el chaflán.
El corte medievalista se lee en el almenado de la solución de remate del edificio, o los remates de las dos esquinas con elementos que aluden a matacanes de defensa de fortalezas imaginadas. Pinceladas cercanas al gótico en algunas columnillas y cenefas geométricas completan esta referencia. Por otro lado, presenta elementos naturalistas, como los motivos florales en puntos determinados de dinteles o partes superiores de pilastras. La culminación de la decoración se sitúa, con todo, en los dragones que trepan por fachada bajo ménsulas o se sitúan desafiantes sobre remates.
La planta desarrolla una simetría llevada a sus últimas consecuencias. Cada piso dispone de dos viviendas, con acceso desde una escalera interior del edificio de perímetro pentagonal. Sendos patios de luces se sitúan en el fondo de la parcela y tras las piezas que vuelcan sobre el chaflán, concediéndoles una especial iluminación doble.
La distribución de las viviendas responde a la secuencia de recintos y salas de tiempos pasados, basándose en una cuadrícula que resuelve casi toda la planta a excepción de la esquina. Las dos piezas que comparten el chaflán, salones de cada una de las dos viviendas de planta, se convierten en largas salas que comparten medianera en su encuentro sesgado. Unos pilares cercanos a este punto constituyen la única referencia estructural exenta. Cuenta en total la vivienda con un gran distribuidor, seguido de otro menor, que conducen a dos habitaciones a cada fachada principal y trasera, y el gran salón longitudinal.